# Gene Roddenberry
Gene Roddenberry (właściwie Eugene Wesley Roddenberry, ur. 19 sierpnia 1921 w El Paso, zm. 24 października 1991 w Santa Monica) – amerykański scenarzysta i producent telewizyjny, twórca serialu Star Trek, pomysłodawca seriali Andromeda oraz Ziemia: Ostatnie starcie.